# نخل باریک
نخل باریک (نام علمی: Carpentaria acuminata) نام یک گونه از تیره نخل است.